# Jabal al-Lawz

Jabal al-Lawz (arabiska جبل اللوز) är ett berg i nordvästra Saudiarabien. Berget mäter 2 580 meter över havet. Amatörarkeologerna Howard Blum , Bob Cornuke (vid BASE Institute), och Ron Wyatt har föreslagit att Jabal al-Lawz, och inte det traditionella Jebel Musa, är det rätta Sinaiberget. Denna uppfattning delas även av Lennart Möller.